# 코르디예라땃쥐쥐
코르디예라땃쥐쥐(Soricomys kalinga)는 쥐과에 속하는 설치류의 일종이다. 필리핀 루손섬의 토착종이다.

## 특징
작은 설치류로 머리부터 몸까지 몸길이는 93~108mm, 꼬리 길이는 85~101mm, 발 길이는 22~26mm이다. 귀 길이는 13~15mm, 몸무게는 최대 29g이다. 털은 무성하고 비교적 짧다. 몸 쪽은 균일한 갈색빛의 붉은 색이고, 복부 쪽은 연한 색을 띤다. 귀는 작고 둥글며 검다.

## 생태
육상성 동물이며, 주로 주행성 생활을 한다. 먹이는 주로 지렁이 등이다.

## 분포 및 서식지
루손섬 중부와 북부 산악 지대에 널리 분포한다. 해발 고도 1,500~2,700mm의 일차림과 이끼 숲, 이차림에서 서식한다.

## 보전 상태
비교적 흔하게 발견되기 때문에 IUCN 적색 목록에서 "관심대상종"으로 분류하고 있다.